# تاکاشی نیگاکی
تاکاشی نیگاکی (انگلیسی: Takashi Niigaki؛ زادهٔ ۱ سپتامبر ۱۹۷۰) موسیقی‌دان اهل ژاپن است.